# Miss Gran Bretagna
Miss Gran Bretagna (Miss Great Britain) è un concorso di bellezza femminile tenuto annualmente a Londra. Fra il 1956 ed il 1989 il concorso è stato svolto presso il resort di Morecambe. È uno dei più vecchi concorsi di questo tipo in Gran Bretagna, dato che la prima edizione si è svolta nel 1945. Attualmente organizzatrice del concorso è Liz Fuller, vincitrice nel 1997.
A differenza di altri concorsi di bellezza, l'evento annuale non invia la propria vincitrice ad altri concorsi di bellezza internazionali, cosa che invece viene delegata ai concorsi di Miss Inghilterra, Miss Scozia, Miss Galles, Miss Irlanda del nord e Miss Regno Unito. Il concorso Miss Gran Bretagna infatti non è affiliato in alcun modo con Miss World Organisation.
Dal 1991 parallelamente a Miss Gran Bretagna si svolge anche in concorso Miss Universo Gran Bretagna, che serve a scegliere la delegato per il concorso Miss Universo.

## Albo d'oro

### Miss Gran Bretagna
| Anno | Vincitrice                    |
| ---- | ----------------------------- |
| 2010 | Amy Carrier                   |
| 2009 | Sophie Gradon                 |
| 2007 | Gemma Garrett                 |
| 2006 | Preeti Desai / Danielle Lloyd |
| 2004 | Emma Spellar                  |
| 2003 | Nicki Lane                    |
| 2002 | Yana Booth                    |
| 2001 | Michelle Evans                |
| 2000 | Michelle Walker               |
| 1999 | Rennell Kilner                |
| 1998 | Leilani Dowding               |
| 1997 | Liz Fuller                    |
| 1996 | Anita St Rose                 |
| 1994 | Sarah Southwick               |
| 1989 | Amanda Dyson                  |
| 1988 | Gillian Bell                  |
| 1987 | Linzi Butler                  |
| 1986 | Lesley Ann Musgrave           |
| 1985 | Jill Saxby                    |
| 1984 | Debbie Greenwood              |
| 1983 | Rose McGrory                  |
| 1982 | Vivienne Farnen               |
| 1981 | Michelle Hobson               |
| 1980 | Sue Berger                    |
| 1978 | Patricia Morgan               |
| 1977 | Susan Hempel                  |
| 1976 | Dinah May                     |
| 1975 | Susan Cuff                    |
| 1974 | Marylin Ward                  |
| 1973 | Gay Spink                     |
| 1972 | Elizabeth Robinson            |
| 1971 | Carolyn Moore                 |
| 1970 | Kathleen Winstanley           |
| 1969 | Wendy Anne George             |
| 1968 | Yvonne Ormes                  |
| 1967 | Jennifer Gurley               |
| 1966 | Carole Fletcher               |
| 1965 | Diane Hickinbotham            |
| 1964 | Carole Redhead                |
| 1963 | Gillian Taylor                |
| 1962 | Joy Black                     |
| 1961 | Libby Walker                  |
| 1960 | Eileen Sheridan               |
| 1959 | Valerie Martin                |
| 1958 | Christine Mayo                |
| 1957 | Leila Williams                |
| 1956 | Iris Waller                   |
| 1955 | Jennifer Chimes               |
| 1954 | Patricia Butler               |
| 1953 | Brenda Mee                    |
| 1952 | Dorothy Dawn                  |
| 1951 | Marlene Dee                   |
| 1950 | Violet Pretty                 |
| 1949 | Elaine Pryce                  |
| 1948 | Pamela Bayliss                |
| 1947 | June Mitchell                 |
| 1946 | June Rivers                   |
| 1945 | Lydia Read                    |

### Miss Universo Gran Bretagna
| Anno | Vincitrice           |
| ---- | -------------------- |
| 2012 | Holly Hale           |
| 2011 | Chloe-Beth Morgan    |
| 2010 | Tara Hoyos-Martinez  |
| 2009 | Clair Cooper         |
| 2008 | Lisa Lazarus         |
| 2006 | Julie Doherty        |
| 2005 | Brooke Johnston      |
| 2000 | Louise Lakin         |
| 1999 | Cherie Pisani        |
| 1998 | Leilani Anne Dowding |
| 1996 | Anita Saint Rose     |
| 1995 | Sarah Jane Southwick |
| 1994 | Michaela Pyke        |
| 1993 | Kathryn Middleton    |
| 1992 | Tiffany Stanford     |
| 1991 | Helen Upton          |